# جد والاس
جد والاس (بالإنجليزية: Jed Wallace)‏ هو لاعب كرة قدم بريطاني في مركز الوسط، ولد في 26 مارس 1994 في ريدنغ في المملكة المتحدة. شارك مع منتخب إنجلترا تحت 19 سنة لكرة القدم. أما مع النوادي، فقد لعب مع نادي بورتسموث ونادي فارنبوروه ونادي ميلوول ووولفرهامبتون واندررز.

## وصلات خارجية
- جد والاس على موقع قاعدة بيانات كرة القدم.إي يو (الإنجليزية)
- جد والاس على موقع Soccerbase.com (لاعب) (الإنجليزية)
- جد والاس على موقع Soccerway.com (الإنجليزية)
- جد والاس على موقع عالم كرة القدم.نت (الإنجليزية)